# カービー・チャンブリス
カービー・チャンブリス（Kirby Chambliss、1959年10月18日 - ）は、アメリカ合衆国のパイロット（事業用操縦士）。レッドブル・エアレース・ワールドシリーズに初開催された2003年から参戦して、2004年シリーズと2006年シリーズでは総合優勝した。

## 経歴
1959年、テキサス州コーパスクリスティに生まれる。子供の頃から夢はパイロットになることだったという。父親がスカイダイバーだった影響で、チャンブリスも空中でスパイラルを描きながら急降下するのが飛行機のきりもみ下降のようで大好きだった。高校時代には航空機の給油のアルバイトをした。1979年12月、訓練飛行で初の単独飛行デビューし、3月にはライセンスを取得した。当初は航空インストラクターとして生計を立てていたが、後に夜間飛行パイロットとなる。
更にその後、1985年から曲技飛行の訓練を始め、専用機を購入するためにビジネスジェットのパイロットになった。初めてのコンテストで上位入賞し、アンリミテッド級でめきめきと頭角を現し始めた。1997年、アメリカの曲技飛行チームのメンバーになり、後にキャプテンに就任する。アメリカの国内選手権で5度優勝し、世界選手権で13度表彰台に上った。2000年にはフリースタイル部門の世界チャンピオンになり、飛行時間は2万7000時間に達する。2013年、エルサルバドルのエアショーでは競技中に失速してしまい、岩の堤防に不時着し、機体がわずかに傷ついた。
伝統あるエアショーに出演していた時期はトレーニングや競技に参加していなかったが、2003年から、レッドブルでチームメイトだったハンガリーのエアレーサー、ピーター・ベゼネイが提唱して始まったレッドブル・エアレース・ワールドシリーズに「Team Chambliss」としてジブコ エッジ540で参戦し、2004年と2006年に総合チャンピオンになった。かなりのGがかかり、正確なタイミングを維持するために、週に5日は4マイルの飛行を続けている。
レッドブル・エアレースでは「Team Chambliss」として活動していた。
2017年シーズン第4戦ブダペスト大会で2008年シーズン以来となる優勝を果たした。続く第5戦 カザン大会でも優勝し、2004年シーズン以来の連勝を果たした。
アリゾナ州フライング・クラウン・ランチに妻と、パイロット仲間のケリーと、その娘たちと暮らしている。

## 戦績

### レッドブル・エアレース戦績

#### 2003年 - 2010年
| 開催年                       | 1      | 2     | 3      | 4      | 5    | 6    | 7     | 8    | 9    | 10   | 11   | 12   | ポイント | 勝利数 | 最終 順位 |
| ---------------------------- | ------ | ----- | ------ | ------ | ---- | ---- | ----- | ---- | ---- | ---- | ---- | ---- | -------- | ------ | --------- |
| 2003年                       | 不参加 | 3位4  |        |        |      |      |       |      |      |      |      |      | 4        | 0      | 3位       |
| 2004年                       | 1位6   | 1位6  | 2位5   |        |      |      |       |      |      |      |      |      | 17       | 2      | 1位       |
| 2005年                       | 9位0   | 4位3  | 4位3   | DNS    | 2位5 | 2位5 | 2位5  |      |      |      |      |      | 21       | 0      | 3位       |
| 2006年                       | 1位6   | 3位4  | 1位6   | 中止   | 1位6 | 5位2 | 3位4  | 1位6 | 3位4 |      |      |      | 38       | 4      | 1位       |
| 2007年                       | 4位1   | 6位3  | 4位1   | 3位4   | 中止 | 5位2 | 5位2  | 2位5 | 5位2 | 2位5 | 中止 | 6位1 | 28       | 0      | 4位       |
| 2008年                       | 5位5   | 3位7  | 1位9   | 中止   | 4位6 | 1位9 | 12位0 | 2位8 | 中止 | 8位2 |      |      | 46       | 2      | 4位       |
| 2009年                       | 9位3   | 12位0 | 3位9+1 | 3位9+1 | 8位4 | 5位7 |       |      |      |      |      |      | 34       | 0      | 4位       |
| 2010年                       | 6位6   | 8位4  | 5位7   | 3位9   | 3位9 | 6位6 | 中止  | 中止 |      |      |      |      | 41       | 0      | 4位       |
| 2011年から2013年はレース休止 |        |       |        |        |      |      |       |      |      |      |      |      |          |        |           |

#### 2014年 - 2019年
| 金色 | 銀色 | 銅色 | ポイント圏内完走                                                       | ポイント圏外完走                                                         |
| 1位  | 2位  | 3位  | 4-08位（2014年・2015年） 4-10位（2016年 - 2018年） 4-13位（2019年 - ） | 09位以下（2014年・2015年） 11位以下（2016年 - 2018年） 14位（2019年 - ） |

| 開催年 | 1     | 2      | 3     | 4       | 5     | 6     | 7     | 8     | ポイント | 勝利数 | 最終 順位 |
| ------ | ----- | ------ | ----- | ------- | ----- | ----- | ----- | ----- | -------- | ------ | --------- |
| 2014年 | 11位0 | 10位0  | 9位0  | 4位5    | 10位0 | 10位0 | 11位0 | 7位2  | 7        | 0      | 10位      |
| 2015年 | DNS   | 7位2   | 11位0 | 10位0   | 12位0 | 3位7  | 11位0 | 12位0 | 9        | 0      | 11位      |
| 2016年 | 4位6  | 6位5   | 3位9  | 4位5.25 | 9位2  | 8位3  | 14位0 | 中止  | 30.25    | 0      | 8位       |
| 2017年 | 11位0 | 4位7   | 8位3  | 1位15   | 1位15 | 4位7  | 6位5  | 10位1 | 53       | 2      | 4位       |
| 2018年 | 3位9  | 12位0  | 13位0 | 10位1   | 3位9  | 8位3  | 8位3  | 3位9  | 34       | 0      | 6位       |
| 2019年 | 8位11 | 12位12 | 6位3  | 2位14   |       |       |       |       | 48       | 0      | 6位       |

略称：
- DNS: Did not show
- DQ: 失格
- NC: Not classified

### 曲技飛行大会
| 開催期間                | 競技名                             | 開催場所                                 | クラス         | 順位 | 使用機    | 機体記号 | 備考   |
| ----------------------- | ---------------------------------- | ---------------------------------------- | -------------- | ---- | --------- | -------- | ------ |
| 1998年                  | 第19回 FAI曲技飛行世界選手権       | スロバキア トレンチーン                  | Unlimited      | 5位  | エッジ540 | N540KC   | [ 40 ] |
| 1998年                  | 第19回 FAI曲技飛行世界選手権       | スロバキア トレンチーン                  | フリースタイル | 3位  | エッジ540 | N540KC   | [ 41 ] |
| 1999年 9月1日 - 12日    | 第12回 FAI曲技飛行ヨーロッパ選手権 | スペイン コルドバ                        | Unlimited      | H/C  |           |          | [ 42 ] |
| 2000年 8月7日 - 19日    | 第20回 FAI曲技飛行世界選手権       | フランス トゥールーズ                    | Unlimited      | 14位 | エッジ540 | N540KC   | [ 43 ] |
| 2000年 8月7日 - 19日    | 第20回 FAI曲技飛行世界選手権       | フランス トゥールーズ                    | フリースタイル | 3位  | エッジ540 | N540KC   | [ 44 ] |
| 2001年 6月19日 - 7月1日 | 第21回 FAI曲技飛行世界選手権       | スペイン ブルゴス                        | Unlimited      | 17位 | エッジ540 | N340KC   | [ 45 ] |
| 2001年 6月19日 - 7月1日 | 第21回 FAI曲技飛行世界選手権       | スペイン ブルゴス                        | フリースタイル | 10位 | エッジ540 | N340KC   | [ 46 ] |
| 2002年                  | 第35回アメリカ選手権               | アメリカ合衆国                           | Unlimited      | 1位  | エッジ540 |          | [ 47 ] |
| 2003年 6月25日 - 7月4日 | 第22回 FAI曲技飛行世界選手権       | アメリカ合衆国 レイクランド (フロリダ州) | Unlimited      | 10位 | エッジ540 | N24KC    | [ 48 ] |
| 2003年                  | アメリカ選手権                     | アメリカ合衆国                           | Unlimited      | 1位  | エッジ540 |          | [ 49 ] |
| 2004年 9月30日          | アメリカ選手権                     | アメリカ合衆国 デニソン (テキサス州)     | Unlimited      | 1位  |           |          | [ 50 ] |
| 2004年 9月30日          | アメリカ選手権                     | アメリカ合衆国 デニソン (テキサス州)     | フリースタイル | 2位  | [ 51 ]    |          |        |
| 2005年 9月25日 - 30日   | アメリカ選手権                     | アメリカ合衆国 デニソン (テキサス州)     | Unlimited      | 1位  |           |          | [ 52 ] |
| 2005年 9月25日 - 30日   | アメリカ選手権                     | アメリカ合衆国 デニソン (テキサス州)     | フリースタイル | 3位  | [ 53 ]    |          |        |
| 2005年 6月22日 - 7月2日 | 第23回 FAI曲技飛行世界選手権       | スペイン ブルゴス                        | Unlimited      | 8位  | エッジ540 | N540HA   | [ 54 ] |